# Гринберг, Марк Самуилович
Марк Самуилович Гринберг (12 октября 1953 — 14 июля 2023) — российский переводчик с французского, английского и немецкого языков.

## Биография
В 1970 году окончил 57 школу, затем факультет прикладной математики Московского института электроники и математики и филологический факультет Московского государственного университета.
Работал редактором в «Еженедельном журнале» (2002—2003), и в журнале «Отечественные записки». Был членом Вольного исторического общества.
Переводил средневековую и ренессансную литературу, а также европейских авторов XX века: Ива Бонфуа, Луи-Рене Дефоре, Филиппа Жакоте, Пауля Целана, Жана Старобинского и др. Переводы публиковались, в частности, в издательствах «Художественная литература», «Carte blanche», Ивана Лимбаха, а также в журнале «Иностранная литература». Удостоен ряда профессиональных премий. О таланте переводчика высоко отзывались литературоведы Евгений Витковский и Сергей Зенкин.
Скончался 14 июля 2023 года на 70-м году жизни. Прах захоронен на Кузьминском кладбище.

## Опубликованные переводы
- Ив Бонфуа. Пауль Целан (эссе) // Иностранная литература, 1996, № 12.
- Пауль Целан. Стихотворения // Иностранная литература, 1996, № 12.
- Ив Бонфуа. Невероятное. Избранные эссе. М.: Carte blanche, 1998.
- Филипп Жакоте. Стихотворения, проза // Филипп Жакоте. Стихи. Проза. Записные книжки. М.: Carte blanche, 1998.
- Ив Бонфуа. Избранное (1975—1998). — М.: Carte blanche, 2000.
- Жан Старобинский. Портрет художника в образе паяца // Жан Старобинский. Поэзия и знание. Том 2. М.: Языки славянской культуры, 2002.
- Ив Бонфуа. Внутренняя область. М.: Carte blanche, 2002.
- Ив Бонфуа. Привидевшиеся рассказы (Америка. Божественные имена) // Иностранная литература, 2003,
- Андре Бретон. Мишель Лейрис. Стихотворения // Поэзия французского сюрреализма. СПб.: Амфора, 2003.
- Луи-Рене Дефоре. Два рассказа из книги «Детская комната» // Иностранная литература, 2006, № 9.
- Луи-Рене Дефоре. Болтун. Детская комната. Морские мегеры. — М.: Издательство Ивана Лимбаха, 2007. — 384 с., ил. ISBN 978-5-89059-100-5
- Ив Бонфуа. Выгнутые доски. Длинный якорный канат. — СПб.: Наука, 2012 (Б-ка зарубежного поэта)
- Луи-Рене Дефоре. Ostinato. Стихотворения Самюэля Вуда. — Издательство Ивана Лимбаха, 2013
- Ив Бонфуа. Век, когда слово хотели убить. — М.: НЛО, 2016

## Премии
- В 1999 г. за перевод книг Ива Бонфуа «Невероятное» и Филиппа Жакоте «Стихи. Проза. Записные книжки» — премия Мориса Ваксмахера (вместе с Борисом Дубиным).
- В 2006 г. за перевод поэмы Ива Бонфуа «По-прежнему слепой» — премия журнала «Иностранная литература».
- В 2013 г. за перевод с французского сочинений Луи-Рене Дефоре «Ostinato, Стихотворения Самюэля Вуда» (СПб.: Изд-во Ивана Лимбаха, 2013) и Ива Бонфуа «Выгнутые доски, Длинный якорный канат» (СПб.: Наука, 2012) — премия Андрея Белого.
- В 2017 г. за перевод с французского эссеистики Ива Бонфуа «Век, когда слово хотели убить» — премия Мориса Ваксмахера.